# A todo rock
A todo rock es el primer disco recopilatorio de Miki González, lanzado en 1997 por el diario peruano La República.

## Lista de canciones
Todos los temas escritos y compuestos por Miki González.
1. "Vamos a Tocache"
2. "Lola"
3. "Chicles, cigarrillos, caramelos"
4. "Dimelo, dímelo"
5. "Ponte tu vestido"
6. "Sólo quiero"
7. "Un poquito de cariño"
8. "Nunca les creí"
9. "Moderno y decadente"
10. "Por eso digo"